# Banana (Kiribati)
Banana (dall'inglese Banana Wells, pozzi delle banane) è un villaggio dell'isola Christmas, insediato vicino all'aeroporto Internazionale Cassidy.
Conta 1 208 abitanti nel 2015. Sorge sulla principale lente di acqua dolce sull’atollo.
Il villaggio è stato aperto nel gennaio 1942 dal personale dell'Air Transport Command, unità militare della United States Army Air Forces (USAAF), per la costruzione dell'aeroporto Cassidy, chiamato allora Casady Field. 